# (6178) 1986 DA
(6178) 1986 DA es un asteroide que forma parte de los asteroides Amor, es decir, cualquiera de los asteroides con una órbita que contenga totalmente a la terrestre y que tenga un perihelio menor de 1,3 ua, descubierto el 16 de febrero de 1986 desde el Shizuoka Observatory, Shizuoka, Japón.

## Designación y nombre
Designado provisionalmente como 1986 DA. 

## Características orbitales
1986 DA está situado a una distancia media del Sol de 2,821 ua, pudiendo alejarse hasta 4,462 ua y acercarse hasta 1,180 ua. Su excentricidad es 0,581 y la inclinación orbital 4,305 grados. Emplea 1731,22 días en completar una órbita alrededor del Sol.

## Características físicas
La magnitud absoluta de 1986 DA es 15,8.